# Mossâmedes
| Mossâmedes                    | Mossâmedes                    |
| ----------------------------- | ----------------------------- |
|                               |                               |
| Wappen                        | Flagge                        |
| Wappen von Mossâmedes (Goiás) | Flagge von Mossâmedes (Goiás) |
| Karten                        |                               |
|                               |                               |
| Basisdaten                    |                               |
| Staat:                        | Brasilien (BRA)               |
| Bundesstaat:                  | Goiás (GO)                    |
| Mesoregion:                   | Zentral-Goiás                 |
| Mikroregion:                  | Anicuns                       |
| Geografische Lage:            | 16° 8′ S, 50° 13′ W           |
| Distanz zu Goiânia:           | 149 km                        |
| Zeitzone:                     | UTC-3 Sommer: UTC-2           |
| Höhe:                         | 615 m ü. NN                   |
| Fläche:                       | 684,451 km²                   |
| Einwohner:                    | 5.005                         |
| Bevölkerungsdichte:           | 7,3 Einwohner / km²           |
| Telefonvorwahl:               | +5562                         |
| Postleitzahl (CEP):           | 76150-000                     |
| Adresse der Stadtverwaltung:  |                               |
| Offizielle Website:           |                               |
| E-Mail-Adresse:               |                               |
| Jahrestag:                    | 14. November                  |
| Gemeindegründung:             | 1958                          |
| Politik                       |                               |
| Bürgermeister:                |                               |

Mossâmedes ist eine brasilianische politische Gemeinde im Bundesstaat Goiás. Sie liegt westsüdwestlich der brasilianischen Hauptstadt Brasília und westnordwestlich von Goiânia, der Hauptstadt des Bundesstaates.
Weitere Ortschaften auf dem Gemeindegebiet von Mossâmedes sind Centrolândia und Mirandópolis.

## Geographische Lage
Mossâmedes grenzt
- im Norden an die Gemeinde Goiás Velho
- im Osten an Itaberaí
- im Südosten an Americano do Brasil und Anicuns
- im Süden an Adelândia
- im Südwesten an Sanclerlândia
- im Westen an Buriti de Goiás